# Ringer-Europameisterschaften 1937
Die Ringer-Europameisterschaften 1937 fanden im Mai im griechisch-römischen Stil in Paris und im Oktober im Freistil in München statt.

## Griechisch-römisch

### Ergebnisse
| Klasse | Gold               | Silber               | Bronze              |
| ------ | ------------------ | -------------------- | ------------------- |
| -56 kg | Väinö Perttunen    | Egon Svensson        | Antonín Nič         |
| -61 kg | Kustaa Pihlajamäki | Heinrich Schwarzkopf | Einar Karlsson      |
| -66 kg | Lauri Koskela      | Herbert Olofsson     | Fritz Weikart       |
| -72 kg | Fritz Schäfer      | Karel Zvonar         | Walter Massop       |
| -79 kg | Ivar Johansson     | Ludwig Schweickert   | Voldemar Mägi       |
| -87 kg | Nils Åkerlindh     | August Neo           | Werner Seelenbinder |
| +87 kg | Kristjan Palusalu  | John Nyman           | Josef Klapuch       |

### Medaillenspiegel
| Rang | Land             | Gold | Silber | Bronze |
| ---- | ---------------- | ---- | ------ | ------ |
| 1    | Finnland         | 3    | 0      | 0      |
| 2    | Schweden         | 2    | 3      | 1      |
| 3    | Deutsches Reich  | 1    | 2      | 2      |
| 4    | Estland          | 1    | 1      | 1      |
| 5    | Tschechoslowakei | 0    | 1      | 2      |
| 6    | Niederlande      | 0    | 0      | 1      |

## Freistil

### Ergebnisse
| Klasse | Gold                | Silber                  | Bronze           |
| ------ | ------------------- | ----------------------- | ---------------- |
| -56 kg | Jakob Brendel       | Herman Tuvesson         | Wiliam Mannula   |
| -61 kg | Ferenc Tóth         | Kustaa Pihlajamäki      | Josef Polak      |
| -66 kg | Heinrich Nettesheim | Gösta Jönsson-Frändfors | Fritz Vordermann |
| -72 kg | Fritz Schäfer       | Willy Angst             | Antti Mäki       |
| -79 kg | Ivar Johansson      | János Rihetzky          | Paul Dätwyler    |
| -87 kg | Axel Cadier         | Paul Böhmer             | József Palotás   |
| +87 kg | Kurt Hornfischer    | Willy Lardon            | Gyula Bóbis      |

### Medaillenspiegel
| Rang | Land             | Gold | Silber | Bronze |
| ---- | ---------------- | ---- | ------ | ------ |
| 1    | Deutsches Reich  | 4    | 1      | 0      |
| 2    | Schweden         | 2    | 2      | 0      |
| 3    | Ungarn           | 1    | 1      | 2      |
| 4    | Schweiz          | 0    | 2      | 2      |
| 5    | Finnland         | 0    | 1      | 2      |
| 6    | Tschechoslowakei | 0    | 0      | 1      |